# Хозрет
Хозрет (каз. Қазірет) — село в Житикаринском районе Костанайской области Казахстана. Входит в состав Большевистского сельского округа. Находится вблизи границы с Российской Федерацией, примерно в 53 км к юго-западу от города Житикара, административного центра района, на высоте 340 метров над уровнем моря. Код КАТО — 394435400.

## Население
В 1999 году население села составляло 1148 человек (576 мужчин и 572 женщины). По данным переписи 2009 года в селе проживал 121 человек (59 мужчин и 62 женщины).